# Орсан (Од)
Орса́н (фр. Orsans) — коммуна во Франции, находится в регионе Лангедок — Руссильон. Департамент коммуны — Од. Входит в состав кантона Фанжо. Округ коммуны — Каркасон.
Код INSEE коммуны — 11268.

## Население
Население коммуны на 2008 год составляло 90 человек.
| 1962 | 1968 | 1975 | 1982 | 1990 | 1999 | 2008 |
| ---- | ---- | ---- | ---- | ---- | ---- | ---- |
| 134  | 141  | 93   | 93   | 76   | 101  | 90   |

## Экономика
В 2007 году среди 58 человек в трудоспособном возрасте (15—64 лет) 39 были экономически активными, 19 — неактивными (показатель активности — 67,2 %, в 1999 году было 65,6 %). Из 39 активных работали 36 человек (18 мужчин и 18 женщин), безработных было 3 (1 мужчина и 2 женщины). Среди 19 неактивных 8 человек были учащимися или студентами, 2 — пенсионерами, 9 были неактивными по другим причинам.